# Metallenesztril
A metallenesztril nem-szteroid ösztrogén típusú vegyület, melyet a menopauza utáni csontritkulás (kalciumhiány) ellen adnak. Egyúttal lipid- és koleszterinszint-csökkentő hatása is van.

## Mellékhatások, ellenjavallatok
Menopauza előtti alkalmazásról (petefészek-problémák esetén) ill. terhesség esetén a metallenesztrillel nincs kellő tapasztalat, ezért ellenjavallt.
A metallenesztril ellenjavallt, ha a családban előfordult mellrák, vagy a páciens esetében felmerül ennek gyanúja. Ellenjavallt trombózis vagy véralvadási problémák, szívroham, angina vagy stroke esetén.
Fokozott figyelem (gyakoribb ellenőrzés) szükséges a szedés alatt méhmegnagyobbodás, magas vérnyomás, máj- vagy cukorbetegség, epekő, fejfájás vagy migrén, epilepszia, asztma, az immunrendszert érintő betegség, dobhártya vagy hallásproblémák, magas trigliceridszint, valamint szív- vagy veseműködési elégtelenség okozta ödéma esetén
A metallenesztril megnöveli a méh- és mellrák, valamint a memóriazavar kockázatát. A méhrák veszélyét progesztogén(en) szedésével lehet elhárítani. Ha a méhet már eltávolították, az orvos dönti el, szükséges-e a progesztogén. Öt évnyi szedés után a kockázat elhanyagolható.
Az epilepszia-, tüdőbaj- és HIV elleni szerek egy része kölcsönhatásba léphet a metallenesztrillel.
A metallenesztril módosíthatja a laboratóriumi vérvizsgálat egyes tesztjeit.

## Adagolás
Tabletta vagy gél formájában forgalmazzák.
Az orvos által felírt mennyiségű gélt naponta egyszer a test alsó felének bőrébe (pl. comb) kell dörzsölni, minden nap más helyen. Kerülni kell a szemet, az arc vagy mell bőrét vagy a gyulladt bőrfelületet. Használat után kézmosással el kell távolítani a kézről a gél maradékát.

## Fizikai/kémiai tulajdonságok
Kristályos anyag, mely éterben és növényi olajokban oldódik.

## Készítmények
A nemzetközi gyógyszerkereskedelemben:
- Ercostrol
- Novestrine
- Vallestril

Magyarországon nincs forgalomban.